# 道宗 (遼)
道宗（どうそう）は、遼（契丹）の第8代皇帝。諱は査剌。

## 生涯
第7代皇帝興宗の長男。早くから皇太子に定められ、朝政に参加した。重熙24年（1055年）8月、崩御した興宗を継いで即位した。はじめに興宗の同母弟の孛吉只を皇太叔および天下兵馬大元帥としたが、清寧9年（1063年）7月に孛吉只・涅魯古父子が謀反を起こすと、母后仁懿皇后が中心となって、耶律仁先・耶律乙辛らに命じてこれを平定した。咸雍2年（1066年）、国号の「大契丹」を改めて「大遼」とした（契丹から遼への改名は2度目）。
治世の前半は「直言を求め、治道を訪ねる」（『遼史』）という宗旨のもと、勧農（農業の振興）・興学（学校の建設）・救災などに努めたが、やがて遊猟と仏教に浸り、堂塔の建立や僧尼への布施に巨額の国費を使い流し、仏寺・僧尼の氾濫を助長した。政治を顧みなくなり、耶律乙辛の専権を許した。耶律乙辛は聡明な皇太子耶魯斡を忌避し、太康元年（1075年）11月、まず皇太子の生母である懿徳皇后（蕭観音）を道宗に讒言した。耶律乙辛と組んだ宰相張孝傑の証言によって皇后の不貞を信じた道宗は激怒し、皇后に自殺を命じた。耶律乙辛はついでに皇太子を無実の罪に陥れ、道宗に説いてこれを幽閉の末暗殺した。耶律乙辛は自分に近い皇后を立て、ますます専権した。
しかし、道宗の皇子は耶魯斡ひとりであったため、年老いた道宗は故皇太子を憶う心が強まり、遂にその子の阿果を召して皇太孫に立てた。道宗も徐々に耶律乙辛の陰険さを悟るようになり、不安に感じた耶律乙辛は太康7年（1081年）、皇太孫に加害しようとして露顕し、翌々年、兵器を匿い宋に逃亡しようとしたところを誅殺された。これでようやく皇太孫の地位が安定し、道宗朝の政治の混乱は収まった。寿昌7年（1101年）正月、行宮にて崩御した。享年70。遺詔によって、後を皇太孫の燕国王阿果（天祚帝）が継いだ。
道宗の治世は、皇帝の暗愚と奸臣の専権によって忠臣が迫害されたり、貴顕間の軋轢が続いたりして、朝政は乱れに乱れた。大安8年（1092年）から寿昌6年（1100年）にかけては、モンゴル高原において北阻卜の首長の磨古斯（マルクズ）による叛乱が生じた。また、土地の兼併が進むにつれて民衆の不満が募り、ことに圧迫を受けた東北の女真は反抗に立ち上がった。女真の反乱は、道宗の没後25年目に遼を滅ぼす烈火となるのであった。次代に災禍の種を存分に蒔いた道宗の47年に及ぶ治世は、遼を全盛から衰亡へ導いた半世紀と言っても過言ではあるまい。遼の正史である『遼史』も手厳しい評価を下している。

## 宗室

### 后妃
- 宣懿蕭皇后（蕭観音、仁懿皇后の従妹）
- 蕭恵妃

### 子
- 耶律耶魯斡（梁王、順宗、章懐太子）

### 女
- 耶律撒葛只（魏国公主）
- 耶律糺里（趙国公主） - 兄を謀殺した耶律乙辛を誅殺。
- 耶律特里（梁宋国大長公主）